# П'єр Еммануель Тірар
П'єр Еммануель Тірар (фр. Pierre Emmanuel Tirard; 27 вересня 1827, Женева, — 4 листопада 1893, Париж) — французький політичний діяч; голова Ради міністрів у 1887—1888 та 1889—1890 роках.

## Біографія
П'єр Еммануель Тірар навчався в Женеві ювелірній справі, володів ювелірним магазином в Парижі. З 1868 р. часто виступав на народних зборах як рішучий противник імперії. Після  революції 4 вересня 1870 був обраний мером 2-го паризького округу; 8 лютого 1871 р. обраний департаментом Сени в члени Національних зборів. 26 березня його обрали в Паризька комуну, але незабаром на знак протесту проти її спрямування склав з себе повноваження, а через кілька днів змушений був рятуватися втечею в Версаль від погроз арешту в революційному Парижі.
Тірар зайняв у Національних зборах украй ліву позицію; виголосив кілька видатних промов із фінансових питань, про свободу друку та ін; голосував проти миру, за збереження торгових договорів і за  Конституцію 1875 року. З 1876 до 1887 р. був депутатом, потім перейшов у сенат; як у палаті депутатів, так і у сенаті належав до «республіканської лівої» фракції. Особливо охоче виступав з фінансових і торговельних питань, причому був прихильником вільної торгівлі; однак, обійнявши посаду міністра, вже в лютому 1880 р. говорив про шкоду підпорядкування будь-якій доктрині — і справді, незважаючи на тривале зайняття міністерських постів, зробив для вільної торгівлі дуже мало.
Опортуністичний характер фракції, до якої належав Тірар, і який був і його особистою рисою, давав йому можливість працювати спільно з різними елементами — як з прихильниками вільної торгівлі, так і з противниками, і змушував його схилятися все більше і більш праворуч.
З 1879 р. по листопад 1881 р. Тірар був міністром торгівлі в кабінетах Фрейсіне і Феррі, з січня по серпень 1882 р. У другому кабінеті 1882 по березень 1885 — міністром фінансів у кабінетах Дюклерка, Фальєра і Феррі. З 1887 по квітень 1888 і з лютого 1889 по березень 1890 Тірар стояв на чолі кабінету, вперше як міністр фінансів, у другий раз — як міністр торгівлі.
Кабінет Тирара вів запеклу боротьбу з генералом Буланже. Спритними, не завжди чесними маневрами Тірар змусив його втекти з Франції, чим підірвав вплив генерала, і провів процес проти Буланже, Рошфора і Діллона за звинуваченнями у державній зраді. Так само, не без серйозних порушень, керував виборчою кампанією 1889 року, що завдали непоправного удару генералу Буланже.
При ньому в Парижі відбулася  Всесвітня виставка, влаштована в столітній ювілей Французької революції. 14 грудня 1892 р. Тірар вступив до кабінету Рібо на посаду міністра фінансів, замінивши Рувьє, що вийшов у відставку через викриття у Панамській справі, і залишався на цій посаді до відставки кабінету у квітні 1893 р.
У лютому 1893 відбувся останній великий успіх Тірара: його мова в палаті депутатів на захист управління ощадних кас проти критики правих була розклеєна у всіх громадах Франції за постановою, прийнятою більшістю Палати депутатів.
У 1868 р. Тірар видав брошуру «Du developpement de la bijouterie et de l'orfè vrerie» («Про розвиток ювелірної справи і про ювелірів»). У жовтні 1871 р. його секретар Фредерік Даме (Damé) опублікував книгу, цілком навіяну Тіраром: «La résistance, les maires de Paris et le comité central du 18 au 26 mars 1871» («Опір, мери Парижа і Центр 26 березня 1871»). Ця книга дає цінний матеріал для історії Паризької комуни, незважаючи на вороже ставлення до неї.
| Початок             | Закінчення        | Посада | Голова Ради міністрів |
| ------------------- | ----------------- | --- | --------------------- |
| 28 грудня 2011 1879 | 19 вересня 1880   | міністр сільського господарства та торгівлі                                                                                  | Шарль де Фрейсіне (1) |
| 23 вересня 1880     | 10 листопада 1881 | міністр сільського господарства та торгівлі                                                                                  | Жуль Феррі (1)        |
| 30 січня 1882       | 29 липня 1882     | міністр торгівлі | Шарль де Фрейсіне (2) |
| 7 серпня 1882       | 28 січня 1883     | міністр фінансів | Шарль Дюклерк         |
| 29 січня 1883       | 17 лютого 1883    | міністр фінансів | Арман Фальєр          |
| 21 лютого 1883      | 30 березня 1885   | міністр фінансів | Жуль Феррі (2)        |
| 11 грудня 2011 1887 | 30 березня 1888   | голова ради міністрів міністр фінансів                                                                                       | П'єр Тірар (1)        |
| 22 лютого 1889      | 13 березня 1890   | голова ради міністрів міністр торгівлі та промисловості потім (з 14 березня 1889) міністр торгівлі, промисловості та колоній | П'єр Тірар (2)        |
| 13 грудня 1892      | 10 січня 1893     | міністр фінансів | Александр Рібо (1)    |
| 11 січня 1893       | 30 березня 1893   | міністр фінансів | Александр Рібо (2)    |